# Salvation (Nilla Nielsen)
Salvation är en singelskiva av Nilla Nielsen, utgiven 2004. "The Halmstad version" - denna singel är inspelad och mixad i Mats Perssons (Roxette, Gyllene Tider m fl) studio och Studio Landgren i Halmstad.
Nilla Nielsen är en singer/songwriter, som inspirerats av t.ex. U2, Jimi Hendrix, Alanis Morissette, Bob Dylan och Tracy Chapman.

## Låtlista
1. Redemption sky - (Nilla Nielsen)
2. The Girl You Used to Know - (Nilla Nielsen)
3. Salvation - (Nilla Nielsen)

## Band
- Nilla Nielsen - Sång & gitarr